# Cyrtogrammomma monticola
Cyrtogrammomma monticola är en spindelart som beskrevs av Pocock 1895. Cyrtogrammomma monticola ingår i släktet Cyrtogrammomma och familjen Barychelidae.
Artens utbredningsområde är Guyana. Inga underarter finns listade i Catalogue of Life.